# Web 2.0
Web 2.0 é um termo popularizado a partir de 2004 pela empresa americana O'Reilly Media para designar uma segunda geração de comunidades e serviços, tendo como conceito a "Web enquanto plataforma", envolvendo wikis, aplicativos baseados em folksonomia, redes sociais, blogs e Tecnologia da Informação. Embora o termo tenha uma conotação de uma nova versão para a Web, ele não se refere à atualização nas suas especificações técnicas, mas a uma mudança na forma como ela é encarada por usuários e desenvolvedores, ou seja, o ambiente de interação e participação que hoje engloba inúmeras linguagens e motivações.
Alguns especialistas em tecnologia, como Tim Berners-Lee, o inventor da World Wide Web (WWW), alegam que o termo carece de sentido, pois a Web 2.0 utiliza muitos componentes tecnológicos criados antes mesmo do surgimento da Web. Alguns críticos do termo afirmam também que este é apenas uma jogada de marketing (buzzword).
A web 2.0 é alvo de discussão entre alguns entusiastas, tecnófilos e tecnófobos. George Gilder, em seu livro Life after television, traz afirmações acerca dos benefícios da tecnologia, além de apostar que a televisão não irá sobreviver, uma vez que não há espaço para competir com a Internet. Segundo ele, a informática da comunicação tem um sentido libertador para o indivíduo, vivemos uma nova era, em que não haverá mais lugar para a tirania da comunicação de cima para baixo, uma época menos padronizada e mais democrática. Para ele, a revolução da microinformática liquidou com o problema da falta de informação. Em contraponto, Andrew Keen, através de seu livro Culto do amador fala da questão do jornalismo colaborativo, que é capaz de prejudicar a atividade profissional do jornalista.

## Breve histórico
O termo Web 2.0 foi usado pela primeira vez em outubro de 2004 pela O'Reilly Media e pela MediaLive International como nome de uma  série de conferências sobre o tema, popularizando-se rapidamente a partir de então. Tratou-se de uma constatação de que as empresas que conseguiram se manter através da crise da Internet possuíam características comuns entre si, o que criou uma série de conceitos agrupados que formam o que chamamos Web 2.0.

## Conceitualização
A conceitualização dada neste artigo segue os princípios ditados por Tim O'Reilly, sabidamente o precursor do uso do termo em seu artigo de conceitualização (e também de defesa) do termo Web 2.0. Tim  define que:
| “ | "Web 2.0 é a mudança para uma internet como plataforma, e um entendimento das regras para obter sucesso nesta nova plataforma. Entre outras, a regra mais importante é desenvolver aplicativos que aproveitem os efeitos de rede para se tornarem melhores quanto mais são usados pelas pessoas, aproveitando a inteligência coletiva" | ” |

As regras a que se refere O'Reilly já foram discutidas antes do surgimento do termo, sob outros nomes como infoware, the internet operating systeme the open source paradigm shifte são produto de um consenso entre empresas como Google, Amazon, Yahoo! e Microsoft e estudiosos da Web (como Tim O'Reilly, Vinton Cerf e Tim Berners-Lee ) e da consolidação do que realmente traz resultado na Internet. Segundo Tim O'Reilly, a regra mais importante seria desenvolver aplicativos que aproveitem os efeitos da rede para se tornarem melhores quanto mais são usados pelas pessoas, aproveitando a inteligência coletiva.

### Regras
O'Reilly sugere algumas regras que ajudam a definir sucintamente a Web 2.0:
- O beta perpétuo - não trate o software como um artefato, mas como um processo de comprometimento com seus usuários.
- Pequenas peças frouxamente unidas - abra seus dados e serviços para que sejam reutilizados por outros. Reutilize dados e serviços de outros sempre que possível.
- Software acima do nível de um único dispositivo - não pense em aplicativos que estão no cliente ou servidor, mas desenvolva aplicativos que estão no espaço entre eles.
- Lei da Conservação de Lucros, de Clayton Christensen - lembre-se de que em um ambiente de rede, APIs abertas e protocolos padrões vencem, mas isso não significa que a ideia de vantagem competitiva vá embora.
- Dados são o novo “Intel inside” - a mais importante entre as futuras fontes de fechamento e vantagem competitiva serão os dados, seja através do aumento do retorno sobre dados gerados pelo usuário, sendo dono de um nome ou através de formatos de arquivo proprietários.

### Web 2.0 e a programação
Começaram a desenvolver softwares que são usados pela Internet e vendidos não em pacotes, mas como serviços, pagos mensalmente como uma conta de água. Além disso, mudou-se a forma de fazer softwares. Para que tudo funcionasse bem na Internet, foi necessária a união de várias tecnologias (como AJAX) que tornassem a experiência do usuário mais rica, com interfaces rápidas e muito fáceis de usar.
Definiu-se então que quanto mais simples e modular a programação, melhor. Assim é fácil tirar ou acrescentar uma funcionalidade ou compartilhar uma parte do seu software com outro software. Os módulos podem ser reutilizados em diversos softwares ou compartilhados para serem usados por programas de terceiros. Metodologias e conceitos como o Getting Real e Agile tem-se popularizado entre as empresas que desenvolvem aplicativos ditos "Web 2.0".
Segundo estes princípios, os softwares são desenvolvidos de modo que fiquem melhores quanto mais são usados, pois os usuários podem ajudar a torná-los melhores. Por exemplo, quando um usuário avalia uma notícia, ele ajuda o software, a saber, qual notícia é a melhor. Da mesma maneira, quando um usuário organiza uma informação através de marcações, ele ajuda o software a entregar informações cada vez mais organizadas.

#### Interfaces com o utilizador
A Web 2.0 propõe uma experiência de uso semelhante à de aplicativos para desktop, frequentemente fazendo uso de uma combinação de tecnologias surgidas no final da década de 1990, que incluem Web services APIs (1998), AJAX (1998), Web syndication (1997), entre outras. Estas tecnologias aumentaram a velocidade e a facilidade de uso de aplicativos Web, sendo responsáveis por um aumento significativo no conteúdo (colaborativo ou meramente expositivo) existente na Internet. Estas também permitiram que usuários comuns, que até então não possuíam conhecimentos necessários para publicar conteúdo na Internet - pela ausência de ferramentas de uso simplificado - publicassem e consumissem informação de forma rápida e constante. Notadamente têm-se os blogs e wikis como expoentes desta massificação. Permitiu ainda o desenvolvimento de interfaces ricas, completas e funcionais, sendo que alguns aplicativos Web, ainda em versão beta, são considerados por muitos como "desktops on-line", proporcionando ao usuário um ambiente de trabalho inteiramente baseado na WWW, acessível de qualquer computador com conexão à Internet.
De forma particular, o AJAX permite ao usuário não esperar que uma página Web se recarregue ou que o processo seja terminado para continuar usando o software. Cada informação é processada separadamente, de forma assíncrona, de forma que não é mais necessário recarregar a página a cada clique.

#### A Web é a plataforma, o software um serviço
Na Web 2.0 os softwares funcionam pela Internet, não somente instalados no computador local, de forma que vários programas podem se integrar formando uma grande plataforma. Por exemplo, os seus contatos do programa de e-mail podem ser usados no programa de agenda, ou pode-se criar um novo evento numa agenda através do programa de e-mail. Os programas funcionam como serviços em vez de vendê-los em pacotes. Estes serviços podem ser cobrados com uma mensalidade, como a sua conta de água.
Outro conceito da web 2.0 que interfere na programação chama-se "Beta perpétuo". Na web 2.0 acabaram-se os ciclos de lançamento de programas. Os programas são corrigidos, alterados e melhorados o tempo todo, e o usuário participa deste processo dando sugestões, reportando erros e aproveitando as melhorias constantes. Em oposição ao que acontece com softwares tradicionais, em caixas, com instaladores e dependentes de um sistema operacional, aplicativos Web podem ser atualizados de forma constante, linear e independente da ação do usuário final. No caso de atualizações de segurança e desempenho, por exemplo, o usuário da aplicação seria imediatamente beneficiado sem mesmo tomar conhecimento.
Na web 2.0 os programas são abertos, ou seja, uma parte do programa pode ser utilizado por qualquer pessoa para se fazer outro programa. São utilizadas APIs para deixar que outros sites utilizem partes dos seus dados nos serviços deles. Em vez de grandes servidores provendo uma enorme quantidade de arquivos, na web 2.0 descobriu-se as redes P2P, na qual cada usuário é um servidor de arquivos e os arquivos são trocados diretamente entre eles.

### Web 2.0 e o conteúdo
O conteúdo dos websites também sofreu um enorme impacto com a Web 2.0, dando ao usuário a possibilidade de participar, geralmente gerando e organizando as informações. Mesmo quando o conteúdo não é gerado pelos usuários, este pode ser enriquecido através de comentários, avaliação ou personalização.
Algumas aplicações Web 2.0 permitem a personalização do conteúdo mostrado para cada usuário, sob forma de página pessoal, permitindo a ele a filtragem de informação que ele considera relevante.
O conceito usado é comparável com o do software livre: se há muitas pessoas olhando, todos os erros são corrigidos facilmente. Para isso existem comunidades que se auto-moderam, através da participação dos usuários indicando ao sistema qual usuário não deve mais participar da comunidade.
Dentro dos princípios da Web 2.0 o conteúdo deve ser aberto, utilizando licenças como "Creative Commons" que flexibilizam os direitos autorais permitindo que o usuário reutilize (republicando, alterando ou colaborando) o conteúdo. O compartilhamento de informações deve dar ao usuário a possibilidade de reutilizá-lo.
Além do conteúdo editorial e noticioso, na web 2.0 o conteúdo de alguns sites visa gerar comunidades, seja através de sites de relacionamento, seja através de comentários em notícias e blogues.

#### Tag's, não taxonomia: o usuário organiza o próprio conteúdo.
A organização do conteúdo é feita também pelo próprio usuário sob forma de marcações, em contraste a uma taxonomia do sistema. Por exemplo, o aplicativo del.icio.us para guardar e compartilhar links favoritos criou o conceito de marcação de conteúdo. Em vez de criar pastas e categorias pré-definidas para o usuário escolher, cada usuário pode definir uma palavra-chave para um determinado conteúdo, assim, quanto mais usuários marcarem o conteúdo, melhor organizado ele será.

#### Consumer-Generated Media (CGM)
Consumer-Generated Media (CGM) ou mídia gerada pelo consumidor é um termo utilizado para descrever o conteúdo que é criado e divulgado pelo próprio consumidor. Com a popularização da Internet e o avanço das tecnologias digitais, da mesma maneira que o acesso dos consumidores à informação teve um aumento significativo, aumentou também a facilidade dos consumidores em expressar suas opiniões.
Uma das principais mudanças verificadas com o advento da Web 2.0 dá-se na ótica do utilizador e consiste no facto de este deixar de ser apenas consumidor de conteúdos e de informação para se tornar também produtor.
A transformação ocorre em toda a linha, uma vez que todos os conteúdos podem ser partilhados, comentados, avaliados e, eventualmente, até editados.  
Na Internet o CGM está presente em comentários, fóruns, lista de discussões, blogs e fotologs, comunidades, grupos, sites participativos, no YouTube, na própria Wikipédia. Os consumidores utilizam todas as ferramentas disponíveis (Messenger, sites, blogs, e-mails, mensagens, celulares, etc.) para divulgar, sobretudo, suas experiências pessoais e opiniões em relação a produtos, serviços, marcas, empresas, notícias.
Assim como acontecia com o boca a boca, o CGM tende a ter um maior poder de influência sobre outros consumidores do que as mídias tradicionais (TV, rádio, jornais impressos), pois tendem a passar mais credibilidade. A diferença é que, com a tecnologia disponível, o impacto do CGM é muito maior que o “boca-a-boca”.
Algumas empresas já estão incentivando a prática do CGM junto aos seus consumidores. Outras estão contratando empresas especializadas para pesquisar o que os consumidores estão comentando sobre a sua marca, produto ou serviço.

### Novas formas de lucrar
Surgem novas formas de ganhar dinheiro com a internet. Uma delas se chama Long Tail (A Cauda Longa). Uma loja virtual pode ter um catálogo muito grande, cheio de itens que vendem pouco e não valem a pena para lojas comuns que têm um alto custo para manter o produto na prateleira. Mas justamente por serem difíceis de ser encontrados em lojas comuns é que estes são os itens mais preciosos para quem gosta deles.
Por isso, o modelo de vendas na web 2.0 deve ter um sistema para fazer as pessoas descobrirem estes itens únicos do catálogo - por exemplo: “pessoas que compram este CD também compram…”. A venda de muitos itens que individualmente vendem pouco traz muito mais retorno financeiro que as vendas de produtos que individualmente vendem muito.
Outra forma de monetização da nova internet são os softwares como serviços. São programas que funcionam através da internet e são pagos mensalmente. Além destas duas, há outras como: a venda do conteúdo de um site que foi gerado pelos usuários, a venda de informações usadas para fazer um programa (ex. as fotos aéreas que são usadas no Google Maps) e venda de espaço para publicidade onde se paga somente quando o usuário clica no anúncio.

### Marketing e publicidade
O marketing e a publicidade online também mudaram muito com a web 2.0. Agora a empresa já não pode comunicar, ela deve aprender a interagir. A publicidade deixou de ser uma via de mão única, onde a empresa emite uma mensagem que o consumidor recebe. Como a Internet é feita de gente, a publicidade se tornou o relacionamento entre pessoas da empresa e pessoas que são consumidores.
Isso inclui um novo conceito chamado marketing de performance. Neste conceito, você contrata o serviço de marketing e só paga pelos resultados que recebe. Nada de estar na Internet só para não ficar fora dela, agora toda ação online deve ser interessante do ponto de vista do retorno sobre o investimento.
Além disso, as antigas formas de publicidade online deram lugar a campanhas onde você só paga pelos cliques que seu banner recebe, marketing através de links patrocinados em sites de busca, otimização de sites para sites de busca e marketing viral.
Essas ações tornaram a experiência com as marcas muito mais interessantes, levando um número cada vez maior de empresas a apostar em ações de marketing com esse conceito de redes de proteção (integração interativa).
A web 2.0 foi responsável também pelo surgimento de ações cross-media que unem a internet com outras mídias. São ações que começam em um anúncio de jornal ou em um comercial na televisão e continuam na internet com a participação dos usuários.

### Jornalismo
Os impactos da internet nas empresas e práticas jornalísticas foram potencializados com a popularização da web 2.0. O envolvimento de cidadãos comuns, antes considerados meros leitores, na publicação e edição de conteúdos jornalísticos tem se tornado uma prática cada vez mais comum. A esta tendência atribui-se o conceito de jornalismo participativo, jornalismo cidadão ou mesmo jornalismo open-source. Neste cenário, o público tem um papel relevante e contribui para a produção de conteúdo de notícias e de sua distribuição e replicação.
Um dos sites mais representativos desta tendência é o Digg, que permite que usuários cadastrem artigos publicados em outros sites. Estes textos recebem votos (diggs) da comunidade e os mais populares ganham destaque na página principal do site. Ao permitir a influência direta do público na hierarquização da informação, este mecanismo traz inovações às técnicas tradicionais de edição jornalística, caracterizada pela centralização na figura do editor.

### Crítica
Muitos desenvolvedores e especialistas discordam do termo, do conceito e das ideias envolvendo o termo Web 2.0. Notadamente alegam que o conceito é demasiado extenso, subjetivo, abrangente e vago, não existindo na Web 2.0 nenhuma nova tecnologia, conceitos e/ou ideias. Estes críticos consideram que não existe uma segunda geração de aplicativos web, apenas uma evolução natural, promovida principalmente pelo grande aumento no número de usuários de banda larga e da própria Internet - de aplicativos web de outrora. Para muitos, o termo Web 2.0 não passa de uma jogada de marketing, uma buzzword, arquitetada por empresas e profissionais interessados numa nova rodada de negócios e investimentos de alto risco (e resultados questionáveis), tal como os que precederam o chamado estouro da bolha.
Entre as críticas aos conceitos da Web 2.0 pode-se citar:

#### Conteúdo colaborativo e/ou participativo
Os blogs e a própria Wikipédia são frequentemente mencionados como ícones da Web 2.0. Entretanto interfaces colaborativas e participativas sempre existiram desde que a Internet dava seus primeiros passos (no berço das universidades). Listas e fóruns de discussão - até mesmo a Usenet - são exemplos antigos de colaboração e participação. Em 1995 o GeoCities (atualmente pertencente ao Yahoo!) oferecia espaço e ferramentas para que qualquer usuário relativamente leigo construísse seu website e publicasse suas ideias na Internet. A loja virtual Amazon desde o seu lançamento (em 1995) permite que seus clientes e visitantes postem comentários e informações diversas sobre livros que são vendidos na loja. A Amazon também já sugeria produtos correlatos (“pessoas que compram este CD também compram…”) como forma de monetizar ainda mais a operação. Em 1998 o Yahoo! lançava o MyYahoo!, permitindo que a página de entrada do site fosse personalizada (com notícias, cores e afins) individualmente. Desta forma, conteúdo participativo e/ou colaborativo não seria uma ideia nova e revolucionária surgida na Web 2.0. Ao contrário, seria um dos pilares mais antigos da Internet, permitindo que virtualmente qualquer indivíduo ou empresa publique e compartilhe informações na rede.
De qualquer forma, a Web 2.0 marcou o amadurecimento no uso do potencial colaborativo da Internet. No jornalismo, por exemplo, a produção colaborativa tem sido usada para aumentar a gama de assuntos abordados em portais de notícias. Terra, UOL e iG são exemplos de empresas que permitem a qualquer usuário publicar suas próprias notícias. Dessa forma, além de dar ao usuário a sensação de interagir/fazer parte do portal, essas empresas conseguem ter um volume de notícias que não conseguiriam caso tivessem de remunerar profissionais para produzi-las.
A mesma lógica de "monetização" do conteúdo colaborativo tem sido usada em comunidades de nicho. O site Outrolado, do portal UOL, convida participantes a escreverem artigos sobre Internet e tecnologia no site. Com isso, o portal oferece renome e visibilidade aos usuários que tiverem seus artigos publicados e, ao mesmo tempo, viabiliza seu negócio, disponibilizando conteúdo relevante sem necessidade de remunerar financeiramente todos os autores.
Colaborativamente, a web 2.0 também pode ser usada como uma ferramenta pedagógica para a construção de conceitos. É neste sentido que a chamada “arquitetura de participação” de muitos serviços online pretende oferecer além de um ambiente de fácil publicação e espaço para debates, recursos para a gestão coletiva do trabalho comum. No entanto, devemos estar atentos ao fato de que, quando se discute o trabalho aberto e coletivo online, não se pode pensar que não deva haver a regulação das relações. Igualmente ao trabalho coletivo não virtual, há sempre possibilidade de termos que lidar com ações não prudentes e desvinculadas do objetivo principal do projeto. Uma rede social online não se forma tão e somente pela simples conexão de terminais. “Trata-se de um processo emergente que mantém sua existência através de interações entre os envolvidos”. (PRIMO, 2007, p. 21).

#### A Internet como plataforma
Ainda na metade da década de 90 a Sun Microsystems lançou e patenteou o slogan “The Network is the Computer”, demonstrando sua intenção e posicionamento comercial em fazer da Internet “a” plataforma para todo e qualquer sistema computacional existente (o slogan veio reforçar as promessas de interoperabilidade, portabilidade da linguagem multiplataforma Java (linguagem de programação) – “Write once, run everywhere”). Ainda em finais da década de 90, começou-se a desenvolver padrões de interação entre aplicativos Internet, para que as então chamadas transações B2B pudessem ser realizadas de forma padronizada. O termo Webservices e o protocolo SOAP ganharam força e popularizaram-se, sendo padronizados mais tarde pelo do W3C em 2001. Em 2002 a Amazon, a Google e vários players importantes desenvolveram e publicaram APIs para que desenvolvedores de todo mundo pudessem integrar seus serviços com os destas empresas. Redes P2P surgiram e fizeram sucesso muito antes de se ouvir falar em Web 2.0. Em se tratando de redes P2P, cita-se o popular Napster, ícone desta “revolução” ocorrida em 1998. Exemplos são inúmeros (passando por sistemas de controle pessoal – ex. site Elefante.com.br), financeiros (câmbio), previsão do tempo, etc.

#### Tecnologias novas
Apesar de o termo AJAX ter sido usado pela primeira vez em 2005, as tecnologias que englobam o termo tiveram início ainda no final da década de 90 nos navegadores de geração “4” (Internet Explorer 4.0 e Netscape Navigator 4.0), que introduziram suporte a técnicas de Remote Scripting. Com o lançamento da versão 5.0 do Internet Explorer em 2000, e com a estagnação do Netscape Navigator (que mais tarde teve seu código fonte aberto gerando o Firefox), a Microsoft inaugurou uma forma mais elegante de remote scripting com o XMLHttpRequest. Daí até os dias atuais o conceito só evoluiu, ganhando força e notoriedade recentemente. Linguagens e frameworks de desenvolvimento rápido para web (RAD) já existiam antes da Web 2.0. Pode-se citar a linguagem ColdFusion da Allaire (1995) e o Fusebox (1998). A sindicância de conteúdo (famosa hoje pelo RSS), já chamada no passado de “conteúdo push” já era conhecida de usuários do Internet Explorer 4.0 e o seu serviço ActiveChannels. Agências de notícias como a Reuters já utilizavam sistemas de intercâmbio de conteúdo e notícias entre agências e consumidores de notícias muito antes do surgimento da Web 2.0, sistemas estes que inclusive foram os precursores dos padrões atuais. O próprio XML data de 1997.[carece de fontes?] A portabilidade de sistemas para dispositivos móveis (a tão aclamada "convergência") é um discurso antigo, que antecede em muito a Web 2.0, e que sempre esteve em constante evolução, cujo passo inicial remonta os primeiros dispositivos móveis, sejam eles celulares ou PDAs.

#### Mudanças em marketing
Os críticos argumentam que não houve uma mudança significativa no marketing praticado pela Internet. Segundo eles, o dinheiro de ações de marketing continua sendo gerado da mesma maneira: via publicidade. Como exemplo: a maior parte dos lucros do Google vem de anúncios vinculados às suas buscas e sites que utilizam seus serviços. Conceitos como o de marketing viral são bastante antigos, sendo que seu vínculo com a Internet alvo de um livro (Idea Virus) de Seth Godin ainda em 2001. Empresas de publicidade na Web (ex. DoubleClick) já empregavam o pagamento por retorno antes do advento do termo Web 2.0. O próprio Google AdSense e AdWords não são serviços novos, derivam de empresas que já atuavam na Internet antes do Google (Applied Semantics - comprada pelo Google em 2003 e Goto/Overture, adquirida pelo Yahoo!).
Em decorrência disso, até o momento não existe consenso sobre o que exatamente é a Web 2.0, e as definições variam de forma a incluir determinadas características/conceitos de acordo com o entendimento de cada especialista. Esta indefinição também se deve ao fato de a Web 2.0 não ser um objeto, um produto, tampouco de uma marca, apesar de existir um ou mais pedidos de patente sob o termo, mas sim de um conceito relativamente novo. [carece de fontes?]
Para resolver definitivamente estas questões, alguns especialistas sugerem o uso do termo webware, relacionando estes aplicativos da Internet a verdadeiros softwares online.

## Computação em nuvem
Também a computação em nuvem é uma tendência integrante da Web 2.0 de se levar todo tipo de dados de usuários - inclusive os próprios sistemas operacionais - a servidores online, tornando desnecessário o uso de dispositivos de armazenamento e possibilitando o compartilhamento de tal conteúdo com qualquer plataforma de acesso à web.
Isso não inclui somente computadores, mas também notebooks, celulares e até iPods.
Já existem diversos serviços online que tentam aproximar as funções de um sistema operacional. Pode-se citar: eyeOS, Glide, DesktopTwo; e também plataformas para software online como o Google App Engine e o Microsoft Azure. Esses serviços oferecem recursos geralmente encontrados em computadores num ambiente online, tornando seu conteúdo totalmente portátil.

### Nuvens de tags
As nuvens de tags são representações gráficas de todas as tags que as pessoas anexaram a uma página especifica, como a variação em tamanho de fonte das palavras que aparecem na nuvem daquelas palavras-chave no site. O Delicious.com talvez seja a rede social de favoritos mais popular. Ele permite que usuários vejam as paginas da Web que outros usuários taguearam com determinados rótulos e façam buscas por sites que tenham determinada combinação de tags.
Apesar de o Delicious.com ser classificado como uma rede social de favoritos, ele também mantém uma wiki, um blog e utiliza feeds RSS. Isso mostra que muitos sites populares da Web não podem ser categorizados facilmente por uma única tecnologia.